# Englers system
Englers system var en indflydelsesrig taksonomisk klassificering af planter, som blev udviklet af den tyske botaniker Adolf Engler (1844–1930) i slutningen af 1800-tallet og starten af 1900-tallet. Det var inspireret af Charles Darwins udviklingslære og havde som ambition at vise slægtskabet mellem planterne. Mange af verdens herbarier er blevet organiseret på basis af Engler-systemet, især i Europa og Nordamerika.

## Englers arbejder
I 1886 udgav Engler en "Guide til den kgl. Botaniske Have" i Breslau, hvor han var direktør, og i den havde han udarbejdet et skema, der var modificeret efter et tilsvarende af botanikeren August Wilhelm Eichler, der senere i udvidet form blev publiceret i hans Syllabus der Pflanzenfamilien i 1892. Her var skemaet sat i det nye post-darwinistiske perspektiv. Englers Syllabus udkom første gang i 1892 med titlen Syllabus der Vorlesungen über specielle und medicinisch-pharmaceutische Botanik. Mange efterfølgende udgaver er udkommet siden, og værket blev videreført efter Englers død i 1930. Den seneste udgave var den 13. i 2009.
Det andet store værk var Die Natürlichen Pflanzenfamilien (1887-1915) skrevet med Karl Anton Prantl i 23 bind. En ufuldstændig anden udgave blev udgivet i 28 dele (1924-1980). Die Natürlichen Pflanzenfamilien bestod af en komplet revision af plantefamilier ned til generisk niveau og ofte endnu længere. Die Natürlichen Pflanzenfamilien betragtes stadig som en af de få ægte verdensfloraer. Endelig var der den ligeledes ufuldstændige Das Pflanzenreich (1900-1968), et værk med flere forfattere, som forsøgte at give en moderne version af Linnaeus' Species Plantarum (1753). Engler-systemet blev hurtigt det mest udbredte system i verden.

## Englers taksonomiske system
I Englers system blev planter anset for at danne en række divisioner (Abteilung), hvis antal ændrede sig efterhånden som arbejdet skred frem, oprindeligt (i 1886) var der fire og i 1919 var det blevet til tretten. Mange divisioner refererede til lavere livsformer såsom bakterier og alger, der ikke nødvendigvis bliver betragtet som planter i dag.
Landplanter (Embryophyta) blev opdelt i to divisioner, Embryophyta Asiphonogama (sporeplanter som mosser (Bryophyta), og bregner og ulvefødder (Pteridophyta)) og Embryophyta Siphonogama (frøplanter opdelt i nøgenfrøede (Gymnospermae) og dækfrøede (Angiospermae)), men blev senere underopdelt. Embryophyta Siphonogama erstattede det ældre udtryk Phanerogamae, og klasserne blev yderligere opdelt i grupper af familier, kaldet ordener. De nøgenfrøede blev således inddelt i syv ordener og de dækfrøede i 55 ordener.
Engler fulgte Eichlers fylogeni og inddelte de dækfrøede i to klasser: enkimbladede (igen inddelt i 11 ordener omfattende 45 familier) og tokimbladede (inddelt i 44 ordener og 261 familier), og han lod enkimbladede komme før tokimbladede. Inden for sidstnævnte opererede han med to grupper: Archichlamydeae (33 ordener; frikronede) som kom før Metachlamydeae (11 ordener; helkronede). Mens grupperingerne stort set var baseret på Bentham og Hookers' system, var rækkefølgen i høj grad baseret på konceptet om at de primitive planter kommer først og derefter dem, der er afledt af disse.
I de senere år har Englers system gennemgået mange revisioner. Det fylogenetiske klassifikationssystem "APG IV" fra 2016, der er udviklet i den internationale arbejdsgruppe Angiosperm Phylogeny Group (APG) på baggrund af molekylære karakterer, opererer nu med 64 ordener indenfor de dækfrøede planter og Englers definition af tokimbladede har vist sig at være en parafyletisk gruppe. Store dele af systemet er dog stadig intakt.